# 1823 Gliese
1823 Gliese è un asteroide della fascia principale. Scoperto nel 1951, presenta un'orbita caratterizzata da un semiasse maggiore pari a 2,2261551 UA e da un'eccentricità di 0,1353591, inclinata di 2,89191° rispetto all'eclittica.
L'asteroide è dedicato all'astronomo tedesco Wilhelm Gliese.